# Carroll County (Virginia)
Carroll County ist ein County im Bundesstaat Virginia der Vereinigten Staaten. Bei der Volkszählung im Jahr 2020 hatte das County 29.155 Einwohner und eine Bevölkerungsdichte von 23,6 Einwohnern pro Quadratkilometer. Der Verwaltungssitz (County Seat) ist Hillsville.

## Geographie
Carroll County liegt im Südwesten von Virginia, grenzt im Süden an North Carolina und hat eine Fläche von 1237 Quadratkilometern, wovon drei Quadratkilometer Wasserfläche sind. Es grenzt im Uhrzeigersinn an folgende Countys: Floyd County, Patrick County, Grayson County, Wythe County und Pulaski County.

## Geschichte
Gebildet wurde es 1842 aus Teilen des Grayson County und des Patrick County. Benannt wurde es nach Charles Carroll aus Maryland, einem Unterzeichner der Unabhängigkeitserklärung.

## Demografische Daten

Alterspyramide des Carroll County

Nach den Angaben des United States Census 2000 lebten im Carroll County 29.245 Menschen in 12.186 Haushalten und 8.786 Familien. Die Bevölkerungsdichte betrug 24 Einwohner pro Quadratkilometer. Ethnisch betrachtet setzte sich die Bevölkerung zusammen aus 97,97 Prozent Weißen, 0,44 Prozent Afroamerikanern, 0,14 Prozent amerikanischen Ureinwohnern, 0,10 Prozent Asiaten und 0,82 Prozent aus anderen ethnischen Gruppen; 0,53 Prozent stammten von zwei oder mehr Ethnien ab. 1,64 Prozent der Bevölkerung waren spanischer oder lateinamerikanischer Abstammung.
Von den 12.186 Haushalten hatten 27,8 Prozent Kinder und Jugendliche unter 18 Jahre, die bei ihnen lebten. 59,7 Prozent waren verheiratete, zusammenlebende Paare, 8,6 Prozent waren allein erziehende Mütter, 27,9 Prozent waren keine Familien, 25,4 Prozent waren Singlehaushalte und in 12,2 Prozent lebten Menschen im Alter von 65 Jahren oder darüber. Die Durchschnittshaushaltsgröße betrug 2,36 und die durchschnittliche Familiengröße lag bei 2,80 Personen.
Auf das gesamte County bezogen setzte sich die Bevölkerung zusammen aus 21,1 Prozent Einwohnern unter 18 Jahren, 7,2 Prozent zwischen 18 und 24 Jahren, 28,0 Prozent zwischen 25 und 44 Jahren, 26,7 Prozent zwischen 45 und 64 Jahren und 17,0 Prozent waren 65 Jahre alt oder darüber. Das Durchschnittsalter betrug 41 Jahre. Auf 100 weibliche Personen kamen 97,2 männliche Personen. Auf 100 Frauen im Alter von 18 Jahren oder darüber kamen statistisch 94,1 Männer.
Das jährliche Durchschnittseinkommen eines Haushalts betrug 30.597 USD, das Durchschnittseinkommen der Familien betrug 36.755 USD. Männer hatten ein Durchschnittseinkommen von 25.907 USD, Frauen 19.697 USD. Das Prokopfeinkommen betrug 16.475 USD. 8,7 Prozent der Familien und 12,5 Prozent der Bevölkerung lebten unterhalb der Armutsgrenze. Davon waren 15,7 Prozent Kinder oder Jugendliche unter 18 Jahre und 14,1 Prozent waren Menschen über 65 Jahre.